# Pikkelyezett

Pikkelyes pólya

Ellentéte a fodros (de: eingeschuppt) pólya

A  címertanban pikkelyezettnek neveznek minden olyan mesteralakot vagy mezőt, mely pikkelyszerű mintákkal van ellátva.
Névváltozatok: 

de: geschuppt, r. de: gekrauset, gekraust

Rövidítések

Nem tévesztendő össze a pikkelyes (de: ausgeschuppt, gekerbt) fogalommal, melyet általában a halaknál, sárkányoknál és a halfarkú címerképek farkának leírásánál említünk (pl. vöröspikkelyű hal), ha az az adott címerkép testének többi részétől eltérő színű (pl. vöröspikkelyes farkú aranyhal).
Néha ún. feketepikkelyezésről (de: schwarzgeschuppt) van szó, amikor az ábra osztóvonalai fekete félkör alakú ívekből állnak.
A német heraldikában megkülönböztetnek "belülről és kívülről ábrázolt pikkelyeket" (nach innen und nach außen dargestellten Schuppen) is, azaz pikkelyeket és fodrokat.